# 磁気モーメント
磁気モーメント（じきモーメント、英: magnetic moment）あるいは磁気能率とは、磁石の強さ（磁力の大きさ）とその向きを表すベクトル量である。外部にある磁場からもたらされる磁石にかかるねじる方向に働く力のベクトル量を指す。ループ状の電流や磁石、電子、分子、惑星などもそれぞれ磁気モーメントを持っている。
磁気モーメントは強さと方向を持ったベクトルと考えることができる。磁気モーメントの方向は磁石のS極からN極へ向いている。磁石がつくる磁場は磁気モーメントに比例する。正確には「磁気モーメント」とは一般的な磁場を多重極展開したときの1次項が生成する磁気双極子モーメントの系を言う。物体の磁場の双極子成分は磁気双極子モーメントの方向について対称であり、物体からの距離の −3 乗に比例して減少していく。
磁気モーメントは周囲に磁束を作る。
対になる磁極の強さを ±m=qm/μ0 とし、負極から正極を指すベクトルを d とする。磁気モーメント m はモーメントの名のとおり、m と d の積である。
{\displaystyle {\boldsymbol {m}}=m{\boldsymbol {d}}.}
磁力は電荷が移動することで発生する。回転する電荷は中心に位置する磁気モーメントと等価であり、その磁気モーメントは電荷のもつ角運動量と比例関係にある。

## 磁気モーメントの例

### 磁気モーメントの起源
あらゆる物質の磁気モーメントの起源は、次の2つである。
1. 物質内部での電荷の運動（電流）
2. 素粒子が固有に持つ磁気モーメント

前者を起源とする磁気モーメントは、系の内部に存在する全ての電流（あるいは、移動する電荷とその速度）の分布を調べることで計算できる。その一方で、後者は粒子が固有に持つ値であり、多くの粒子について実験で精密に測定できる。例えば、電子の磁気モーメントは、−9.284764×10−24J/Tという値が知られている。磁気モーメントはベクトル量であるので、大きさと向きを持つが、粒子の磁気モーメントの向きは粒子が持つスピンの向きによって決まる。例えば、電子の磁気モーメントは負符号を持つが、これは電子の磁気モーメントと電子のスピンの向きが反平行であることを意味している。
あらゆる系の磁気モーメントは、系内に存在する全ての磁気モーメントベクトルの和として表される。例えば、水素原子（陽子1個と電子1個）の磁気モーメントは、次に挙げる全ての寄与のベクトルの和となる。
- 電子が持つ固有の磁気モーメント
- 陽子の周りを回る電子の軌道運動[疑問点 – ノート]によって生じる磁気モーメント
- 陽子が持つ固有の磁気モーメント

同様に、磁石の磁気モーメントは、磁石内部の不対電子の固有の磁気モーメントと軌道磁気モーメントの和として表せる。

### 原子の磁気モーメント

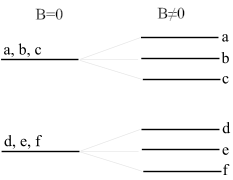
ゼーマン効果の模式図。磁場がない場合は縮退していたエネルギー準位（左）が、磁場がかかることで分裂する（右)。この分裂は原子中に存在する電子の磁気モーメントに起因する。

原子の磁気モーメントについて調べるためには、原子全体の全角運動量を求めなければならない。これを求めるためには、原子中に存在する全ての電子のスピン角運動量と軌道角運動量について各々の和をとり、角運動量の合成を用いて計算すればよい。このとき、原子の磁気モーメントの絶対値は
{\displaystyle m_{\text{Atom}}=g_{J}\mu _{B}{\sqrt {J(J+1)}}}
と表せる。ここで、Jは全角運動量、gJはランデのg因子、μBはボーア磁子である。このとき、磁場の方向（z軸方向）に沿った磁気モーメントの成分は
{\displaystyle m_{\text{Atom}}(z)=-mg_{J}\mu _{B}}
と表される。この表記に現れた負符号は、電子が負の電荷を持つことに由来する。m は磁気量子数と呼ばれ、以下の 2J + 1 個の値のうちのいずれかをとる。
{\displaystyle -J,-(J-1),\dots ,0,\dots ,+(J-1),+J.}
原子の磁気モーメントは磁場中でゼーマン効果を引き起こす。

### 電子の磁気モーメント
電子やその他の多くの素粒子は、それぞれ固有の磁気モーメントを持つ。この性質は量子力学によって記述され、粒子が持つ角運動量（スピン角運動量）と関係付けられる。これらの磁気モーメントはマクロな効果としての物質の磁性や電子スピン共鳴などの現象を引き起こす。
電子の磁気モーメントは以下のように表される。
{\displaystyle {\boldsymbol {m}}_{\text{S}}=-{\frac {g_{\text{S}}\mu _{\text{B}}{\boldsymbol {S}}}{\hbar }}.}
ここで、μB はボーア磁子、S は電子のスピン、{\displaystyle \hbar } は換算プランク定数である。gS は電子スピンのg因子と呼ばれ、ディラック方程式から厳密に2と予言されるが、実際には量子電磁力学による補正が加わるために僅かにずれる。このずれは異常磁気モーメントと呼ばれる。
上の等式に現れる負符号は、電子の磁気モーメントとスピンについてのベクトルが反平行であることを意味している。このことは、次のような古典的な描像によって解釈される。もし、スピン角運動量がある軸の周りを回る電子質量によって生じるとすれば、この回転運動によって生じる環状電流は逆向きに流れる。これは電子が負の電荷を持つためである。このような環状電流はスピンに対して反平行の向きに磁気モーメントを生成する。同様に考えると、正電荷を持つ陽電子（電子の反粒子）の場合は、磁気モーメントはスピンと平行になる。 

### 原子核の磁気モーメント
原子核は核子から構成される複雑な系である。原子核の磁気モーメントは、核磁気モーメント(nuclear magnetic moment)と呼ばれ、核子の運動によって生じる磁気モーメントと核子自身のスピン磁気モーメントによって構成される。
原子番号（陽子の数）が同じ原子核であっても、質量数の違う同位体では異なる磁気モーメントを示し、さらには原子番号・質量数が同じ原子核同士でも、その基底状態と励起状態では磁気モーメントの性質に大きな差が生じる。アルファ粒子のような原子番号と質量数がともに偶数の原子核（偶－偶核）は、基底状態のスピンが0となるため、磁気モーメントは0である。
原子核の磁気モーメントは回転磁場との共鳴現象である核磁気共鳴を引き起こす。

### 分子の磁気モーメント
分子についても磁気モーメントの大きさが定義できるが、通常、この値は分子の基底状態や励起状態のようなエネルギー準位に依存する。一般的に、分子の全磁気モーメントは以下の寄与を足し合わせたものとして表される。
1. 分子内部の不対電子のスピンによる磁気モーメント（常磁性に寄与）
2. 電子の軌道運動による磁気モーメント(反磁性に寄与)
3. 原子核のスピンによる磁気モーメント（角運動量の合成も参照）

一般には、不対電子が存在する分子の場合、不対電子のスピン磁気モーメントがその他の電子の軌道磁気モーメントより支配的に働くため、分子全体として常磁性を示す。

#### 分子の磁性の例
酸素分子 (O2)
酸素分子の基底状態は2個の不対電子を持つため、これらのスピン磁気モーメントによって分子全体は常磁性を示す。一方、励起状態の一つとして知られている一重項酸素では、不対電子が存在しないため、反磁性を示す。
二酸化炭素分子 (CO2)
二酸化炭素分子は不対電子を持たないため、電子の軌道運動による磁気モーメントから反磁性を示す。より稀有な例としては、分子中の原子が13Cや17Oのような同位体である場合、原子核の磁気モーメントが変化し、分子全体の磁気モーメントも変化する。
水素分子 (H2)
水素分子には、2つの原子核（陽子）が持つスピンの向きによって、オルト水素とパラ水素と呼ばれる2種類の異性体（核スピン異性体）が存在する。オルト水素では互いの原子核のスピンの向きが平行で、パラ水素ではスピンの向きが反平行である。

### 粒子の磁気モーメント
素粒子物理学や原子核物理学の分野において、素粒子やハドロンの磁気モーメントは記号μで表される。この場合、電子の磁気モーメントの基本単位をボーア磁子、陽子の磁気モーメントの基本単位を核磁子と呼ぶ。粒子の磁気モーメントの起源は、粒子自身が持つ固有のスピンや内部粒子の軌道運動として解釈される。
主な粒子が固有に持つ磁気モーメントの実験値を下の表に示す。
| 粒子名          | 磁気モーメント(10−26 J⋅T−1) | スピン |
| --------------- | --------------------------- | ------ |
| 電子            | −928.476 4620(57)           | 1/2    |
| 陽子            | 1.410 606 7873(97)          | 1/2    |
| 中性子          | −0.966 236 50(23)           | 1/2    |
| ミュー粒子      | −4.490 448 26(10)           | 1/2    |
| 重水素原子核    | 0.433 073 5040(36)          | 1      |
| 三重水素原子核  | 1.504 609 503(12)           | 1/2    |
| ヘリウム3原子核 | −1.074 617 522(14)          | 1/2    |
| アルファ粒子    | 0                           | 0      |

## 磁場中での磁気モーメントの運動

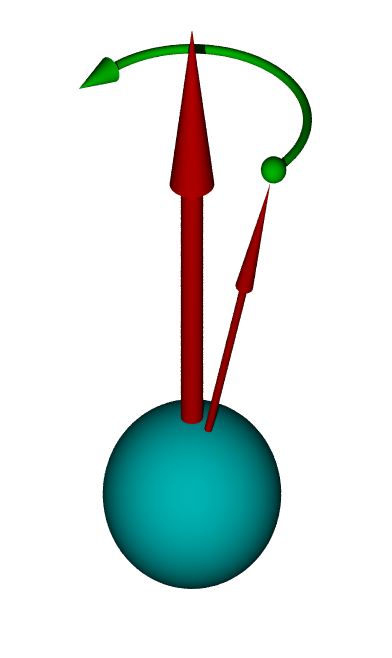
ラーモア歳差運動の模式図。太い赤矢印は磁場ベクトル、細い赤矢印は粒子のスピンベクトル。粒子を負電荷とすると、磁気モーメントは緑矢印回りに歳差する。

外部磁場が存在するとき、磁気モーメントは磁場からトルクを受ける。このトルクによって起こる歳差運動はラーモア歳差と呼ばれ、その運動方程式は
{\displaystyle {\frac {1}{\gamma }}{\frac {\mathrm {d} {\boldsymbol {m}}}{\mathrm {d} t}}={\boldsymbol {m}}\times {\boldsymbol {H}}}
と表せる。ここで、m は磁気モーメント、H は磁場、γ は磁気回転比である。
これに加えて、実際の物質中での歳差運動は、時間が経つにつれて減衰していく。このような振る舞いは、ランダウ＝リフシッツ＝ギルバート方程式によって記述される。
{\displaystyle {\frac {1}{\gamma }}{\frac {\mathrm {d} {\boldsymbol {m}}}{\mathrm {d} t}}={\boldsymbol {m}}\times {\boldsymbol {H}}_{\text{eff}}-{\frac {\lambda }{\gamma m}}{\boldsymbol {m}}\times {\frac {\mathrm {d} {\boldsymbol {m}}}{\mathrm {d} t}}.}
ここで、Heffは有効磁場(外部磁場＋自己場＋量子力学的補正)、λは減衰運動の大きさを決定する係数である。右辺第1項は有効磁場による磁気モーメントの歳差運動を表し、第2項は周囲との相互作用によるエネルギーの損失を表す減衰項である。